# مارين واينبيرغر
مارين واينبيرغر (بالألمانية: Marvin Weinberger)‏ (4 أبريل 1989 بالنمسا - ) هو لاعب كرة قدم نمساوي في مركز الهجوم. لعب مع شتورم غراتس وKapfenberger SV ‏.

## وصلات خارجية
- مارين واينبيرغر على موقع قاعدة بيانات كرة القدم.إي يو (الإنجليزية)
- مارين واينبيرغر على موقع Soccerway.com (الإنجليزية)
- مارين واينبيرغر على موقع عالم كرة القدم.نت (الإنجليزية)